# Портель-де-Морелья
Портель-де-Морелья (валенс. Portell de Morella, ісп. Portell de Morella) — муніципалітет в Іспанії, у складі автономної спільноти Валенсія, у провінції Кастельйон. Населення — 244 особи (2010).

## Географія
Муніципалітет розташований на відстані близько 290 км на схід від Мадрида, 65 км на північ від міста Кастельйон-де-ла-Плана.

## Демографія
Динаміка населення (INE ):

## Галерея зображень

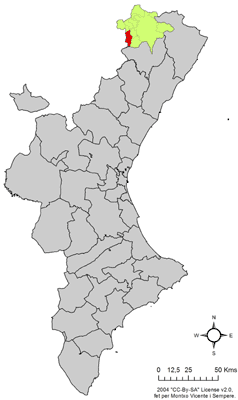
Розташування муніципалітету Портель-де-Морелья у автономній спільноті Валенсія
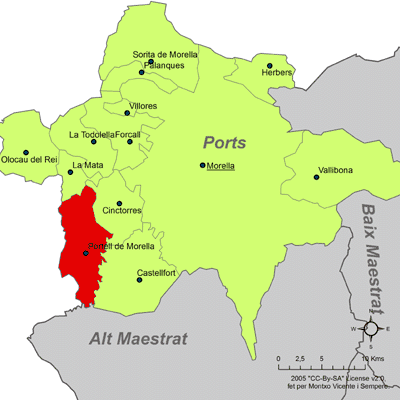
Розташування муніципалітету Портель-де-Морелья у комарці Лос-Пуертос-де-Морелья
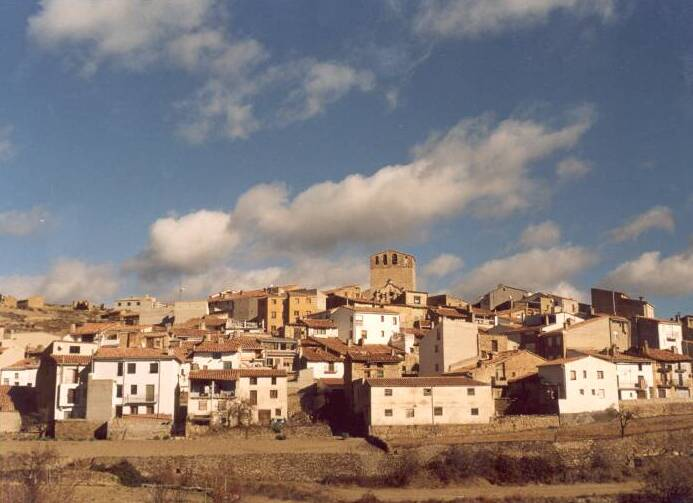
Загальний вигляд